# Animal social
Un animal social és un terme que fa referència a un organisme que és altament interactiu amb altres membres de la seva espècie fins al punt de tenir una societat diferent i que es pot reconèixer clarament.
Tots els animals són socials fins a cert punt, la reproducció sexual requereix animals que es posin en contacte per aparellada, i en animals mostrant algun grau de cura parental hi ha una mínima unitat social d'un o més parents i les seves cries. El terme "animal social" sol emprar només quan hi ha un nivell d'organització social que va enllà d'això, amb grups permanents d'adults vivint junts, i relacions entre individus que durin d'una trobada a un altre i que els ajuden a desenvolupar les seves emocions.
El comportament i l'organització dels animals socials està impulsat per hormones i s'estudia en psicologia comparativa, etologia, sociobiologia, ecologia de la conducta i ciències de la computació (intel·ligència artificial). Les matèries típiques en comportament social són:
- Quin és la mida típica del grup?, Què factors limiten la mida del grup?, Què factors dirigeixen la unió i separació dels grups?.
- Mostren les espècies territorialitat? Si és així, de quina extensió? Si els territoris es mantenen, quin és el seu propòsit? Es mantenen per un individu o per un grup?
- Són aquestes relacions socials de dominància permanents dins del grup? Hi ha alguna pauta dins d'ells?

Unes poques espècies, insectes de l'ordre Hymenoptera (formigues, abelles i vespes) i Isoptera (tèrmits) mostren una forma extrema de sociabilitat, sent unes societats altament organitzades, amb individus especialitzats per diferents rols. Aquesta forma de conducta social es coneix com a eusocialitat. Alguns vertebrats, més notablement la rata talp nua, són també eusocials.
La conducta social d'alguns animals és d'un interès particular:
1. Humans (Homo sapiens)
2. Goril·les (Gorilla gorilla)
3. Gossos (Canis familiaris o Canis lupus familiaris)
4. Llops (Canis lupus)
5. Lleons (Panthera leo)
6. Ximpanzés (Pan troglodytes)
7. Bonobos (Pan paniscus)
8. Orques (Orcinus orca)